# مکنزی میهان
مکنزی میهان (به انگلیسی: Mackenzie Meehan) بازیگر آمریکایی است.
از فیلم‌های معروف او می‌توان به بازی در فیلم‌های گرگ وال استریت و همه آمریکایی‌های من اشاره کرد.